# Överljudsflygplan

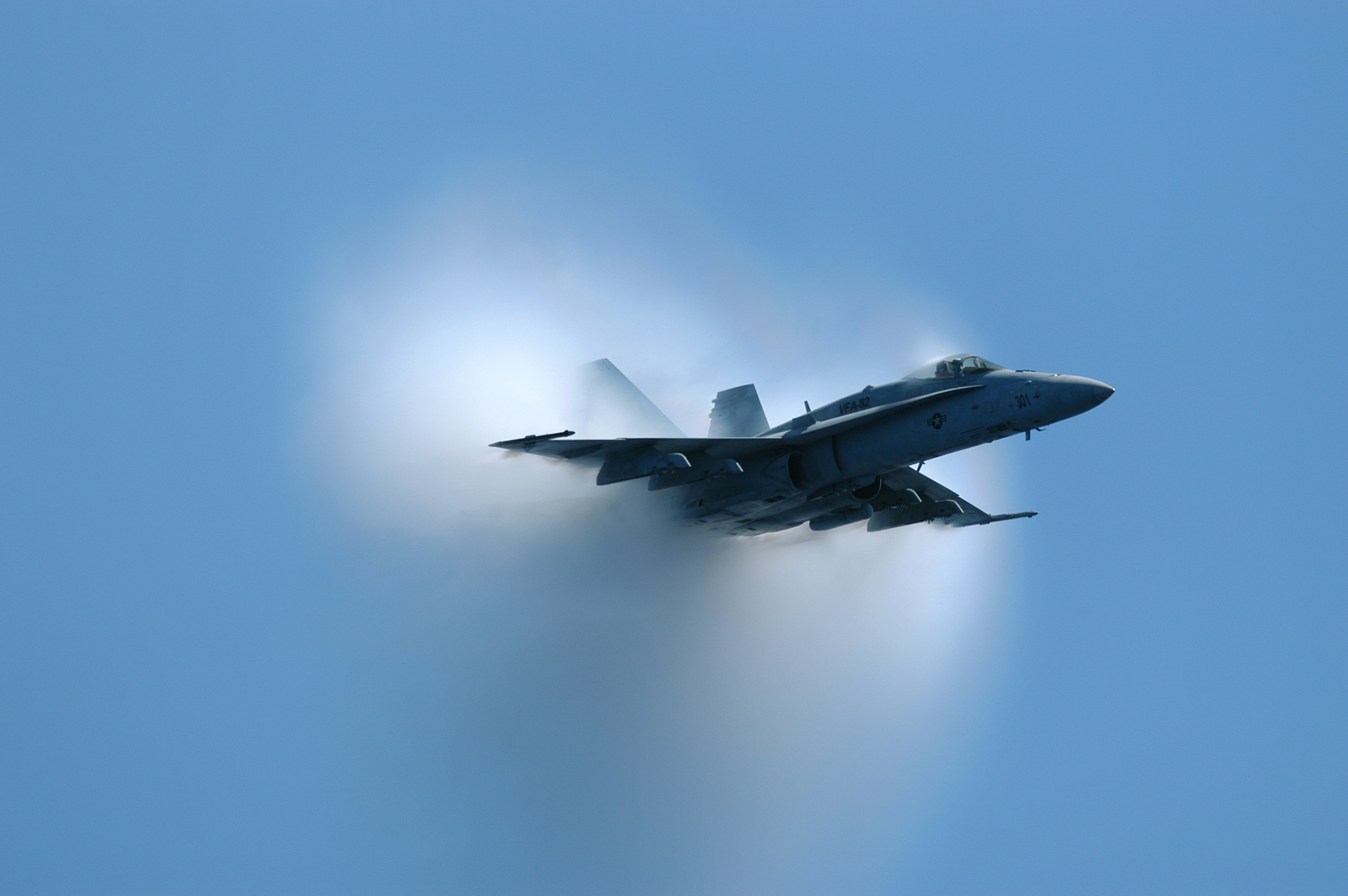
En FA18 bryter ljudvallen

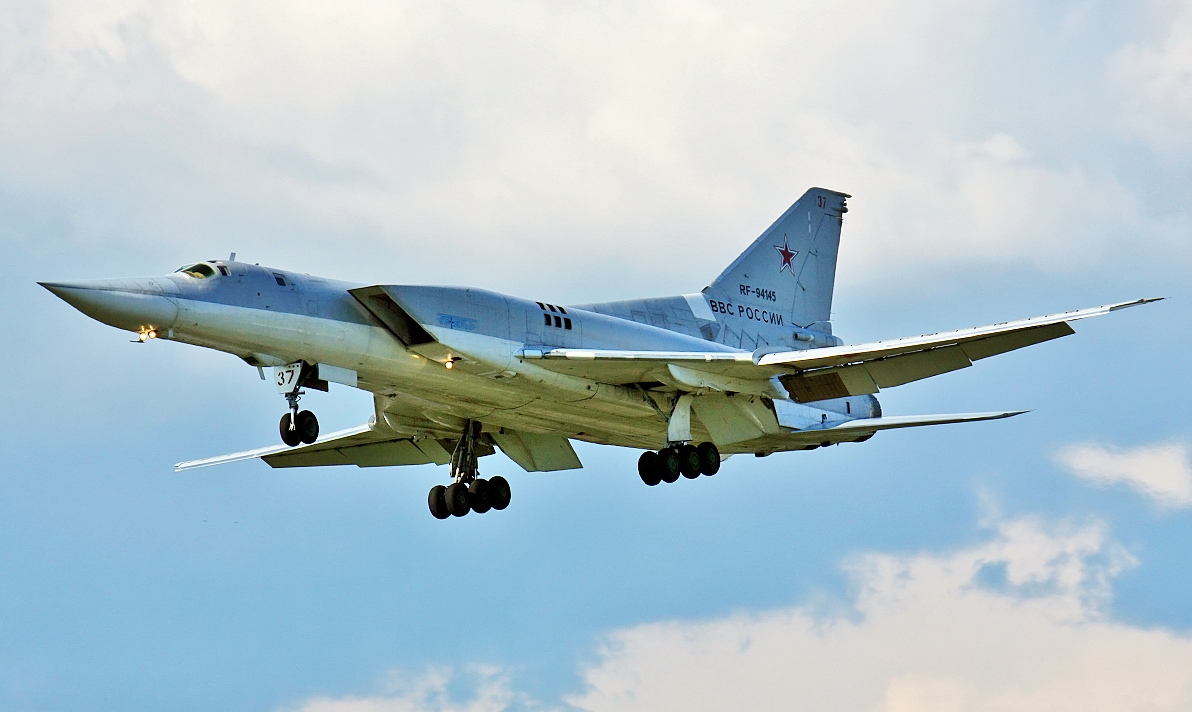
Det ryska överljudsbombplanet Tu-22M

Överljudsflygplan är luftfarkoster som rör sig i överljudsfart, det vill säga med ett Machtal över 1.
När flygplanet uppnår ljudhastigheten hinner luftmolekylerna inte undan utan pressas samman i ljudvågor, som ökar motståndet. Man säger att flygplanet passerar ljudvallen. För att motståndsökningen inte skall bli för stor byggs överljudsplanen med en jämn fördelning av tvärsnittsarean och med vingarna i kraftig pilform eller som deltavingar. Det sistnämnda förbättrar även flygplanets stabilitet i överljudsfart.

## Historik
Första överljudsflygningen företogs av den amerikanske provflygaren Charles Yeager med det raketdrivna experimentplanet Bell X-1 den 14 oktober 1947, varvid Mach 1,02 uppnåddes. Det första flygplanet som passerade ljudvallen i planflykt var Douglas Skyrocket, som 1948 med Gene May vid spakarna nådde Mach 1,03.
Numera uppnår ett flertal militära flygplan Mach 2-3, det vill säga 2-3 gånger ljudhastigheten.

## Passagerarplan
De enda civila passagerarplan som byggts för överljudsfart är det fransk-engelska Concorde, som premiärflög 1969 och togs i trafik 1976, och det sovjetiska Tupolev_Tu-144, som premiärflög 1968. Båda modellerna är tagna ur trafik.